# Botany Bay City
Koordinaten: 33° 56′ S, 151° 12′ O

Botany Bay City war ein lokales Verwaltungsgebiet (LGA) im australischen Bundesstaat New South Wales. Botany Bay City gehörte zur Metropole Sydney, der Hauptstadt von New South Wales. Das Gebiet war 21,7 km² groß und hatte 2016 etwa 46.500 Einwohner. Am 9. September 2016 schloss sich die LGA mit Rockdale City zur neuen Verwaltungseinheit Bayside Council zusammen.

## Geschichte
Die Stadt grenzte im Norden an den Central Business District, das Stadtzentrum von Sydney, und im Süden an die Botany-Bucht. Das Gebiet umfasste 13 Stadtteile: Banksmeadow, Botany, East Botany, Eastgardens, Eastlakes, Hillsdale, Mascot, Sydney Domestic Airport und Teile von Daceyville, Kingsford, Matraville, Pagewood und Roseberry. Der Sitz des City Councils befand sich im Stadtteil Mascot am Nordwestende der LGA.
Die Botany Bay war am 28. April 1770 Schauplatz der ersten Landung der Briten in Australien durch James Cook. Die beiden Landzungen und das angrenzende Land bilden den kleinen Botany Bay National Park, dessen Südseite Gedenkstätten der Landung und Entdeckung beherbergt.
In Botany Bay befindet sich der aufgeschüttete Containerhafen Port Botany, eine Erdölraffinerie und der größte Flughafen Australiens, der Kingsford Smith International Airport. In den Dünen der Südseite wurde unter anderem der Film Mad Max – Jenseits der Donnerkuppel gedreht.

## Verwaltung

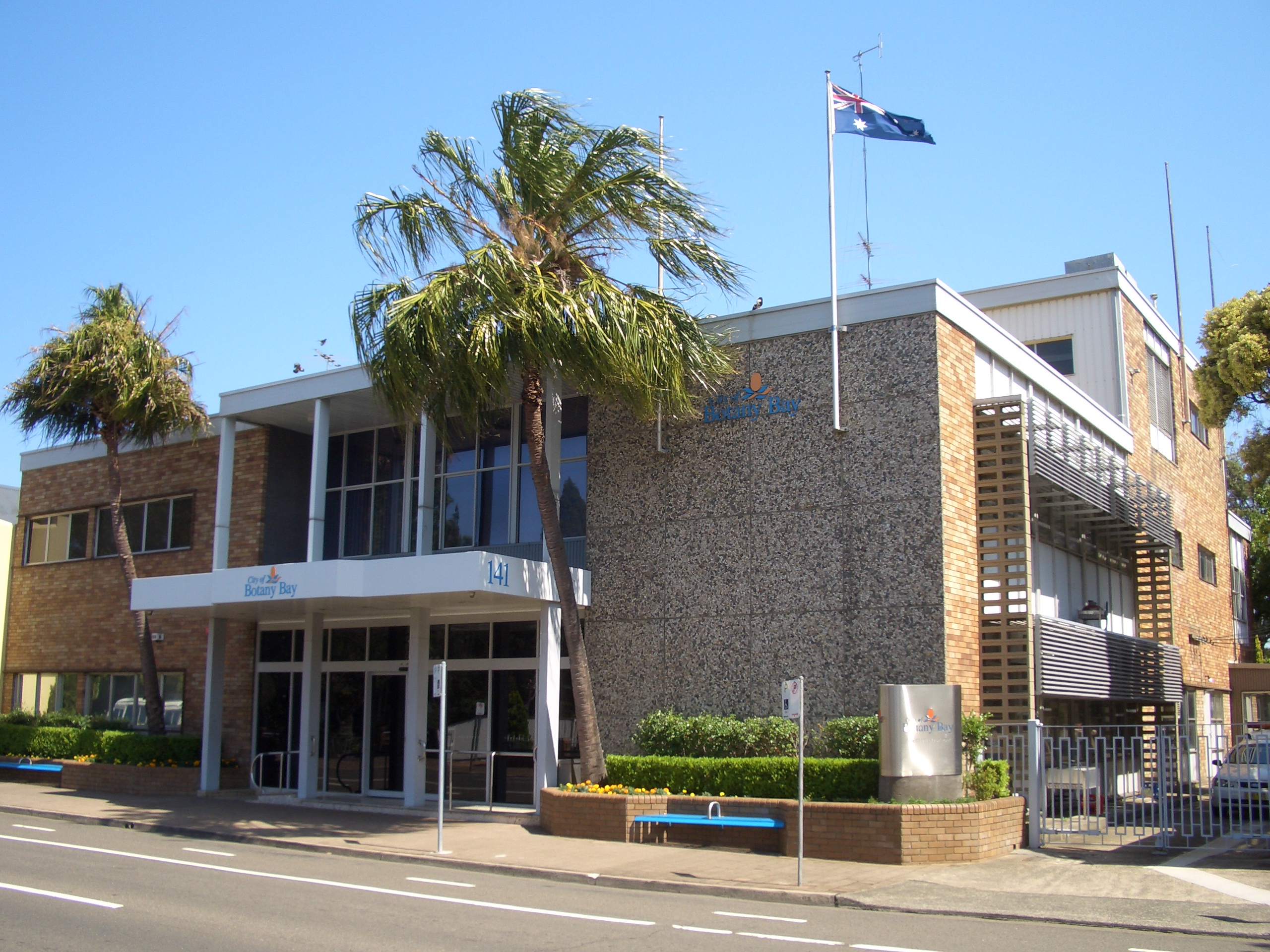
City of Botany Bay Admin Building

Der Council of the City of Botany Bay hatte sieben Mitglieder. Je zwei Mitglieder wurden von den Bewohnern dreier Wards (A, B und C Ward) gewählt, der Vorsitzende und Mayor (Bürgermeister) wurde zusätzlich von allen Bewohnern der LGA gewählt. Die drei Wahlbezirke waren unabhängig von den Stadtteilen festgelegt.